# أوبربوتسمان
```
Oberbootsmann
 تستخدم في 
البحرية الألمانية
 
والجيش الألماني
 لوصف شخصًا عسكريًا أو أحد أفراد القوات المسلحة. إنه ينتمي إلى مجموعة 
كبار ضباط الصف
.
```

وفقًا لفئة الراتب، فهي تعادل رتبة أوبرفيلدفيبل في هير أو لوفتفافه. تصنف حسب الناتو كOR6، أي ما يعادل الرقيب الأول، أو كبير ضباط القوات الصغيرة في القوات المسلحة الأمريكية، وضابط الصف الثاني في الجيش البريطاني والبحرية الملكية.
- OR-9: أوبرشتابسبوتسمان / أوبرشتابفيلدفيبل
- OR-8: شتابسبوتسمان / شتابسفيلدفيبل
- OR-7: هاوبتبوتسمان و Oberfähnrich zur See / و هاوبتفيلدڤيبل وأوبرفينريش
- OR-6A: Oberbootsmann / أوبرفيلدفيبل
- OR-6b: بوتسمان و Fähnrich zur See / فيلدفيبل وFähnrich